# Jochum Bilger
Jochum Victor Bilger (25 de noviembre de 1936) es un deportista neozelandés que compitió en vela en la clase Flying Dutchman. Ganó dos medallas de plata en el Campeonato Mundial de Flying Dutchman, en los años 1971 y 1975.

## Palmarés internacional
| Campeonato Mundial | Campeonato Mundial      | Campeonato Mundial | Campeonato Mundial |
| Año                | Lugar                   | Medalla            | Clase              |
| ------------------ | ----------------------- | ------------------ | ------------------ |
| 1971               | La Rochelle (Francia)   | Medalla de plata   | Flying Dutchman    |
| 1975               | Búfalo (Estados Unidos) | Medalla de plata   | Flying Dutchman    |